# Thomas Ott (Geograph)
Thomas Ott (* 1966 in Speyer) ist ein deutscher Geograph. Er bekleidete bis 2008 eine Dozentur (wissenschaftlicher Assistent) für Humangeographie mit den Schwerpunkten Stadtgeographie, Bevölkerungsgeographie,  Wirtschaftsgeographie und GIS an der Universität Mannheim. Thomas Ott ist verheiratet und hat vier Kinder.

## Leben
Ott studierte Geographie an  der Universität Mannheim. Er promovierte sich 1997 mit einem stadtgeographischen Thema (Erfurt im Transformationsprozess der Städte in den neuen Ländern) bei Paul Gans an der PH Erfurt. Seit 1997 ist er wissenschaftlicher Assistent in der Abteilung für Wirtschaftsgeographie an der Universität Mannheim.
Ott gilt als einer der Pioniere der Anwendung von Geographischen Informationssystemen (GIS) in der Wirtschafts- und Sozialgeographie. Außerdem gilt er als profunder Kenner der Region Cascadia, also der kanadischen Westküste und des pazifischen Nordwestens der Vereinigten Staaten.
2004 wurde Thomas Ott mit dem doIT Software Award der MFG Stiftung ausgezeichnet.
Thomas Ott zählt zu den akademischen Schülern von Barbara Hahn, Christoph Jentsch und Paul Gans.
Thomas Ott betreibt auch eine GIS – Beratungsfirma namens OAGIS und ist Geschäftsführer der IUWA GmbH.

## Werke (Auswahl)
- GIS in der Anthropogeographie. Regionale Disparitäten und Städtesystem in Europa (Materialien zur Geographie; 22). Geographisches Institut, Mannheim 1993.
- Beiträge zur Geographischen Methode und Landeskunde (Mannheimer Geographische Arbeiten; 44). Geographisches Institut, Mannheim 1996, ISBN 3-923750-66-8 (zusammen mit Sebastian Lentz, Rainer Lukhaup u. a.)
- Erfurt im Transformationsprozeß der Städte in den neuen Bundesländern. Ein regulationstheoretischer Ansatz (Erfurter Geographische Studien; 6). Institut für Geographie, Erfurt 1997, ISBN 3-9803607-5-X
- Internet für Geographen. Eine praxisorientierte Einführung. Primus-Verlag, Darmstadt 1999, ISBN 3-89678-112-X (zusammen mit Paul Tiedemann)
- Time-integrative GIS. Management and analysis of spatio-temporal data. Springer, Berlin 2001, ISBN 3-540-41016-3 (zusammen mit Frank Swiaczny)